# 増富 (春日部市)
増富（ましとみ）は、埼玉県春日部市の町丁。現行行政地名は増富のみ。丁番の設定のない単独町名である。住居表示未実施地区。郵便番号は344-0041。

## 地理
埼玉県の東部地域で春日部市西部の古隅田川が造り出した沖積平野に位置する。東側で新方袋（飛地）や上大増新田や南中曽根（飛地）、南側で増戸、西側で下蛭田や上蛭田 や道順川戸、北側で南中曽根や豊町と隣接する。南西側では細長く突き出たさいたま市岩槻区南平野とも極僅かに隣接する。地区の東端付近を元荒川支流の増戸排水路とすぐ東側を並行するように大谷川が流れ、西端を古隅田川支流の旧古隅田川が流れる。
中央部を国道16号岩槻春日部バイパスが南北に貫く。地内は増戸排水路を境としてその東側に僅かに市街化調整区域が残り、一部で戸建ての住宅が数軒建つほかは水田となっているが、ほぼ全域が生産緑地地区が点在する市街化区域で、主に第一種中高層住居専用地域に指定された住宅地となっている。豊春駅に至る通りの周辺は第二種住居地域である。国道16号沿道は準住居地域に指定され商業施設がある。

### 河川
- 旧古隅田川
- 増野川
- 大谷川
- 増戸排水路

### 地価
住宅地の地価は、2024年（平成17年）1月の公示地価によれば、大字増富字木ノ下耕地672番地26（現、増富672番地26）の地点で9万5,000円/m2となっている。

## 歴史
もとは江戸期より存在した武蔵国埼玉郡岩槻領に属した増富村であった。「ますとみ」とも読まれた。村高は正保年間の『武蔵田園簿』では60石余（田24石余、畑36石余）、『元禄郷帳』によると115石余、『天保郷帳』によると140石余であった。助郷は日光街道粕壁宿に出役していた。化政期の戸数は44軒で、村の規模は東西9町余、南北9町余であった。
村内には中世以来創建の真義真言宗福蔵院があった。
- はじめは岩槻藩領で以降変遷なし[5]。
- 幕末の時点では埼玉郡に属し、明治初年の『旧高旧領取調帳』の記載によると、岩槻藩領であった[8]。
- 1871年（明治4年）
  - 7月14日 - 廃藩置県により岩槻県に属す。
  - 11月13日 - 第1次府県統合により埼玉県の管轄となる。
- 1879年（明治12年）3月17日 - 郡区町村編制法により成立した南埼玉郡に属す。郡役所は岩槻町に設置。
- 1889年（明治22年）4月1日 - 町村制施行により、増富村は道順川戸村、上蛭田村、下蛭田村、花積村、道口蛭田村、南中曽根村、新方袋村、増戸村、上大増新田、下大増新田、谷原新田と合併し南埼玉郡豊春村が成立、増富村は豊春村の大字増富となる。
- 1947年（昭和22年）9月 - カスリーン台風の襲来により大きな被害を受ける[5]。
- 1954年（昭和29年）7月1日 - 南埼玉郡春日部町、武里村、北葛飾郡幸松村、北葛飾郡豊野村が合併し市制を施行して春日部市が成立、春日部市の大字となる。
- 1967年（昭和42年） - 地内に岩槻春日部バイパスが建設され、開通する。
- 1984年（昭和59年）12月1日 - 住居表示実施により、大字増富の一部が豊町の一部となる[9]。
- 2005年（平成17年）10月1日 - 春日部市が北葛飾郡庄和町と合併し、新たな春日部市が発足、同時に住所標記の簡略化のため市内の大字が廃止され[10]、大字増富は丁番の設定のない増富となる[11]。

### 存在していた小字
- 芝原[12]
- 木の下
- 鍛冶田
- 中屋敷
- 本田
- 前田
- 谷際

## 世帯数と人口
2024年（令和6年）1月1日現在の世帯数と人口は以下の通りである。
| 丁目 | 世帯数    | 人口    |
| ---- | --------- | ------- |
| 増富 | 2,700世帯 | 5,610人 |

## 小・中学校の学区
市立小・中学校に通う場合、学区は以下の通りとなる。
| 番地 | 小学校               | 中学校               |
| --- | -------------------- | -------------------- |
| 1番地〜157番地、159番地〜160番地、163番地〜190番地1、190番地6、225番地〜241番地、280番地3、281番地、314番地3、315番地4〜315番地5、320番地〜329番地、330番地2、574番地、581番地、605番地〜700番地、721番地〜756番地、758番地〜763番地、805番地〜807番地、809番地、871番地、878番地〜880番地、881番地2〜890番地1、891番地〜892番地1、893番地1、894番地1、895番地1、896番地1、897番地1、898番地1、899番地5、900番地3、901番地3、914番地 | 春日部市立豊春小学校 | 春日部市立豊春中学校 |
| 158番地、190番地2、190番地11〜224番地、242番地〜280番地1、280番地4、314番地4〜315番地2、282番地〜314番地1、315番地7〜319番地、332番地〜573番地、575番地〜580番地、582番地〜604番地、701番地〜720番地、881番地1、890番地3、892番地3、893番地5〜893番地6、894番地3、895番地3、896番地3、897番地3、898番地3、899番地1、900番地1、901番地1、902番地〜904番地、908番地、916番地〜924番地                                                  | 春日部市立野小学校   | 春日部市立大増中学校 |

## 交通
地内に鉄道は敷設されていない。最寄り駅は東武野田線（東武アーバンパークライン）豊春駅となる。増富672番地26の地点からおよそ930 m離れている。

### 道路
- 国道16号岩槻春日部バイパス
- 市道1-18号線 - 豊春駅のすぐ南側の通り。春バスが通る

### バス
朝日自動車杉戸営業所
- 春日部駅西口〜増富〜春日部駅西口線
地内に「増富」、「豊春第24公園」停留所（系統番号：KB31-33）が設置されている[14]

春日部市コミュニティバス「春バス」
- 武里駅〜豊春駅ルート
地内に「豊春駅入口南」、「増富自治会館前」、「豊春台サンハイツ」、「豊春第十八公園」停留所が設置されている。

## 施設
- 香取神社 - 鎮守[5]
- 増富自治会館 - 香取神社の隣接地に立地、もとは福蔵院であった。
- 春日部認知症保険福祉センター
- 豊春第3公園
- 豊春第7公園
- 豊春第13公園
- 豊春第14公園
- 豊春第16公園
- 豊春第17公園
- 豊春第18公園
- 豊春第19公園
- 豊春第21公園
- 豊春第24公園